# Séamus Pattison
 (mars 2019).
Si vous disposez d'ouvrages ou d'articles de référence ou si vous connaissez des sites web de qualité traitant du thème abordé ici, merci de compléter l'article en donnant les références utiles à sa vérifiabilité et en les liant à la section « Notes et références ».
Séamus Patrick Pattison (19 avril 1936 - 4 février 2018) est une personnalité politique irlandaise du Labour Party. Il est notamment Ceann Comhairle (président) du Dáil Éireann (chambre basse du parlement) de 1997 à 2002 et Leas-Cheann Comhairle (vice-président) de 2002 à 2007. Il est Teachta Dála (député) pour la circonscription de Carlow-Kilkenny de 1961 à 2007, Father of the Dáil de 1995 à 2007. Il est membre du Parlement européen pour la circonscription de Leinster de 1981 à 1983